# 姚博慧
姚博慧（ヤオ・ボーフェイ）はオペラ歌手（ソプラノ）である。

## 主な出演作品
- 『カルメン』ミカエラ役、2018年ブリストル劇場
- 『ラ・ボエーム』ムゼッタ役、2018年ヴェローナ・フィル・ハーモニー劇場
- 『アイーダ』巫女役、2019年アレーナ・ディ・ヴェローナ音楽祭2019
- 『ラ・ボエーム』ムゼッタ役、2019年ティミショアラ国立劇場
- 『椿姫』ヴィオレッタ役、2019年エリック・サパエフ記念マリ国立オペラ・バレエ劇場
- 『椿姫』アニーナ役、2021年アレーナ・ディ・ヴェローナ音楽祭2021
- 『アイーダ』巫女役、同上